# Константин Дука Багренородни
Вижте пояснителната страница за други личности с името Константин (име).
Константин Дука Багренородни (на латински: Konstantin Dukas Porphyrogennetos, на гръцки: Κωνσταντίνος Δούκας Πορφυρογέννητος; * ок. 1074, † 12 август 1095/1097 г.) е византийски съимператор от около 1074 до 1078 и от 1081 до 1087/1088 г.

## Живот
Той произлиза от византийска династична фамилия Дука. 
Син е на Михаил VII Дука, който е император на Византийската империя от 1071 до 1078 г. и син на император Константин X. 
Майка му Мария Аланска е грузинска принцеса от арменския род на Багратиони, дъщеря на Баграт IV, царя на Грузия (1027 – 1072). Тя се омъжва повторно - за Никифор III Вотаниат (1078 – 1081), наследника на бившия й съпруг, който го и детронира и праща в манастир.
Наречен е Багренородни, понеже (подобно на чичо си Константий Дука) е роден в Пурпурната (багрената) зала на Големия дворец в Константинопол. Още през август 1074 г. − скоро след раждането си – той е сгоден за Елена (Олимпия) от клана Отвили (Hauteville), дъщерята на Робер Гискар, наричан Лисицата; годежът им е развален през 1078 г.
През 1084 г., малко след раждането на багренородната принцеса Анна Комнина (* 1 декември 1083 г.), първородна дъщеря на Алексий I Комнин, Константин (тогава около 10-годишен) е сгоден за нея и обявен за съимператор (кесар) на Алексий. През 1087 г. се ражда мъжки наследник (син от Ирина Дукина) на Алексий – бъдещият Йоан II Комнин, след което Константин е лишен от наследствените си права над престола и годежът му с Анна Комнина е разтрогнат. През 1097 г. 14-годишната Анна е омъжена за генерал Никифор Вриений. Приблизително тогава умира и Константин - в Сяр, в Централна Македония.